# Eli Heckscher
Eli Filip Heckscher, né à Stockholm le 24 novembre 1879 et mort à Stockholm le 23 décembre 1952, est un économiste suédois.

## Biographie
Élève de David Davidson à l'université d'Uppsala et plus tard de Gustav Cassel à l'université de Stockholm, il abandonne ses mentors pour tracer son propre chemin dans l'histoire de l'économie et de la pensée économique. En 1909, il est nommé professeur à l'École d'économie de  Stockholm. Il consacre d'abord ses réflexions sur les questions monétaires et le commerce international, puis se consacre à l'histoire économique.
Remarquablement prolifique, la bibliographie de Heckscher compte plus de mille publications. Au début de sa carrière, Heckscher a notamment montré en quoi les politiques monétaires pouvaient être utilisées pour lutter contre l'inflation, il a d'ailleurs appuyé le tout premier projet d'une banque centrale à maintenir une inflation à un taux le plus faible possible par notamment le passage de l'étalon-or à une monnaie fiduciaire.
Dans un célèbre article de 1919, « The effect of foreign trade on the distribution of income », il soutient que les pays ont intérêt à se spécialiser dans les productions qui nécessitent des facteurs de production dont ce pays dispose en abondance. Les fondements de la spécialisation des pays résident donc dans leur dotation factorielle. En montrant que grâce au libre-échange, le commerce international entraînera l'égalisation de la rémunération des facteurs de production au niveau mondial, cet article a contribué à la mise en œuvre du Modèle Heckscher-Ohlin-Samuelson du commerce international.
Heckscher était aussi un spécialiste reconnu de l'histoire économique. Il a notamment développé une étude du mercantilisme dans Mercantilism (1931), où il montre que l'objectif essentiel de cette doctrine économique était de renforcer le pouvoir de l'État face aux pouvoirs locaux. L'État cherchait à accroître son emprise sur la société avant son enrichissement.